# Frontière entre le Nouveau-Mexique et l'Oklahoma

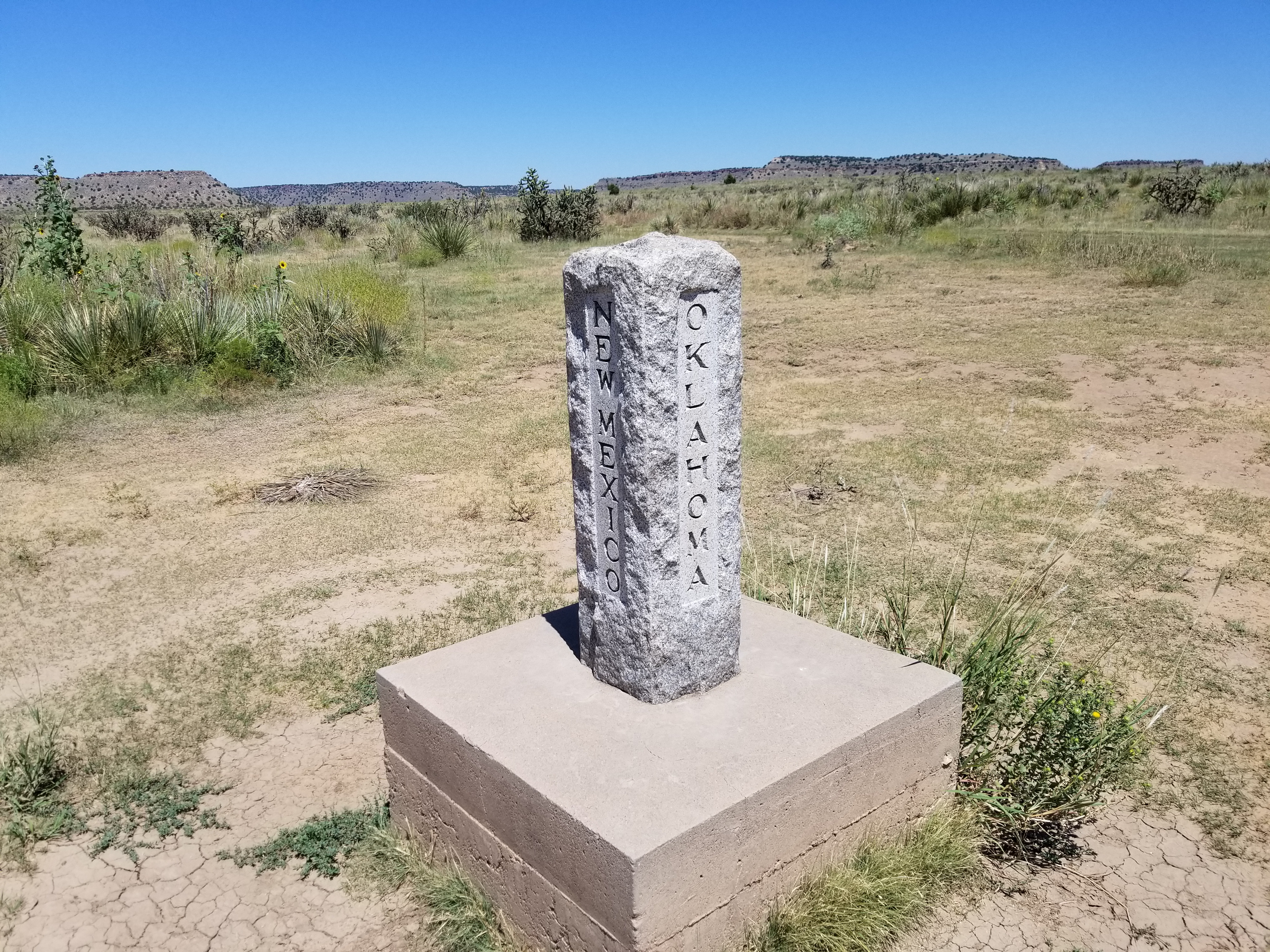
Borne marquant le tripoint Colorado-Nouveau-Mexique-Oklahoma.

La frontière entre l'Oklahoma et le Nouveau-Mexique est une frontière intérieure des États-Unis délimitant les territoires de l'Oklahoma à l'ouest et du Nouveau-Mexique à l'est. Elle marque la limite occidentale de la panhandle de l'Oklahoma et avec une longueur de 55 km, elle est la plus petite frontière des deux États.
Son tracé rectiligne sur une orientation nord-sud, suit le 103e méridien ouest de son intersection avec le 37e parallèle nord,  jusqu'au 36° 30' nord.
Elle débute au nord au tripoint formé avec la frontière entre l'Oklahoma et le Colorado et la frontière entre le Colorado et le Nouveau-Mexique et se termine au sud au tripoint formé avec la frontière entre l'Oklahoma et le Texas et la frontière entre le Texas et le Nouveau-Mexique. L'angle nord-ouest du Texas se trouve à 3,5 km à l'ouest de ce tripoint.  